# Arvako
Arvako AB var ett bemannings- och rekryteringsföretag som grundades 1988 av Kaj Böving, Michael Hooper och Umberto Perez. Företaget var främst specialiserat mot industri- och lagersektorn. Under hösten 2004 förvärvades Arvako av Randstad, som är ett av världens största bemannings- och rekryteringsföretag.